# Oyaide
Oyaide (en euskera: Oiaide) es una localidad despoblada perteneciente al municipio de Erro, en la Comunidad Foral de Navarra, España. En el siglo XIX ya estaba despoblado. Sus tierras fueron cedidas al municipio de Erro.

## Etimología
El topónimo Oiaide parece provenir de un término con partículas, como en el caso de Luzaide (Valcarlos). Sin embargo, se desconoce el significado de las palabras oi u oia.